# Hyperplatys canus
Hyperplatys canus es una especie de escarabajo longicornio del género Hyperplatys, tribu Acanthocinini, subfamilia Lamiinae. Fue descrita científicamente por Bates en 1863.
El período de vuelo de la especie se presenta durante los meses de enero, noviembre y diciembre.

## Descripción
Mide 5,3-5,5 milímetros de longitud.

## Distribución
Se distribuye por Argentina y Brasil.